# 趙宏亮
趙宏亮，中國笙製造家，河北省涿州市人，中國民族管弦樂學會樂改委評為「中國民族樂器十大製作師」。1986年起跟著祖父趙伯純學習製笙，為趙家笙的第三代傳人。由他製作的笙在笙苗上常會刻「河北趙宏亮製」六字。

## 趙家笙

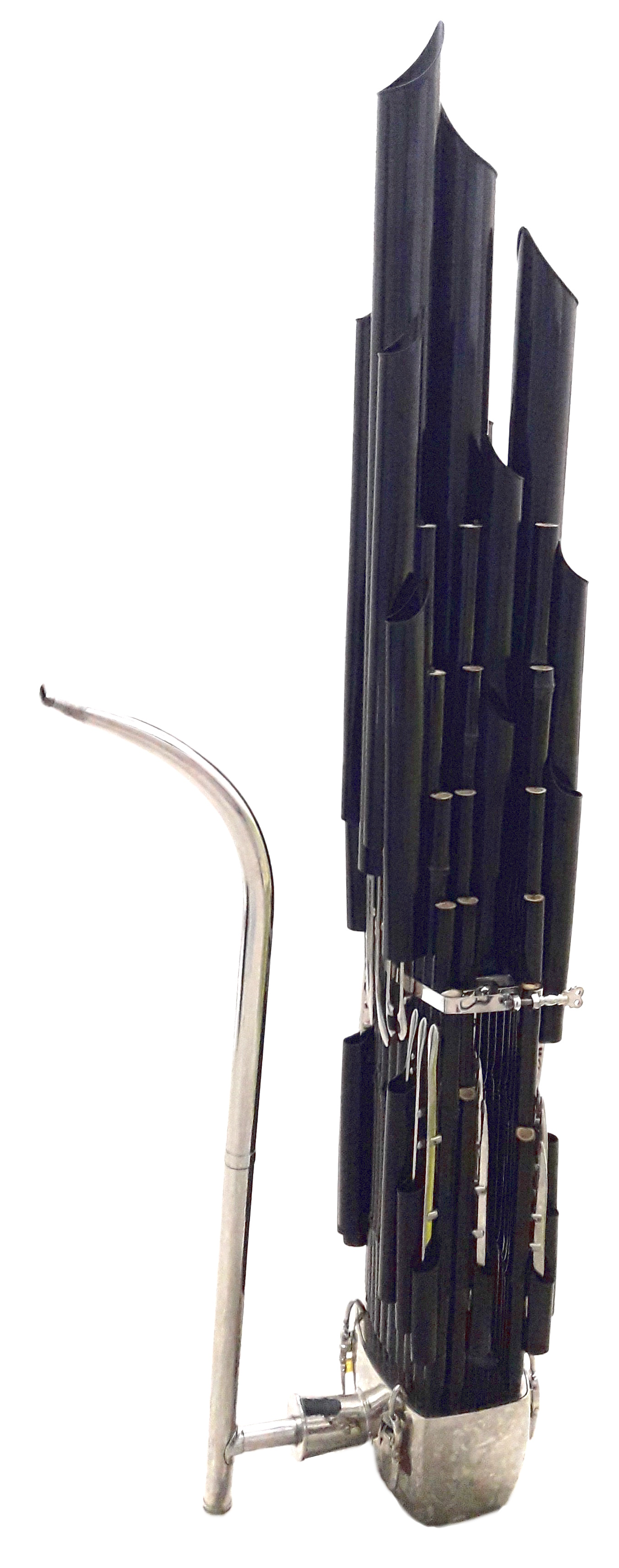
由趙宏亮製作的36簧高音鍵笙。

「趙家笙樂器製造有限公司」創立於於1980年代末期，原名「宏亮樂器廠」，創始人為趙伯純、趙宏亮祖孫二人。趙伯純從北京民族樂器廠退休後回到老家，將技術傳給長孫趙宏亮。2011年，其生產的「趙家笙」牌樂器被評為保定市非物質文化遺產。2014年被中國民樂學會評為中國民族樂器研發與示範基地。趙家笙公司歷經十年的時間研究系列中、低音笙取得了豐碩的成果，是中國唯一生產此笙的廠家。
趙家笙的產銷量向為中國首位。

## 外部連結
- 涿州市赵家笙乐器科技有限公司